# コナゴールド
コナゴールド（Kona Gold、1994年3月19日 - 2009年9月25日）は、アメリカ合衆国の競走馬。2000年のブリーダーズカップ・スプリントに優勝し、同年のエクリプス賞最優秀短距離馬に選出された。

## 経歴
- 特記がない限り、馬場はすべてダートコース。重賞格付けは施行当時のもの。

### 出自
ケンタッキー州ラグレーンジの生産者、カルロス・ペレスの持つトワイライトファームで生産されたサラブレッドの牡馬である。1995年9月にキーンランドのイヤリングセールに出品されたコナゴールドは、ここで後に調教師を務めるブルース・ヘッドリー、およびアンドリュー・モラスキーとアーウィン・モラスキーの3名によって35,000ドルで落札された。

### 4歳時（1998年）
コナゴールドのデビューは非常に遅く、4歳になった1998年5月31日が初出走となった。未勝利戦（ハリウッドパーク・6.5ハロン）でデビューして2着であった。続くデルマー競馬場での未勝利戦（7月26日・6.5ハロン）で2着馬に15馬身差をつけての初勝利を手にすると、その次の一般戦（8月15日・デルマー・6ハロン）では7馬身差での連勝、9月5日のオプショナルクレーミング競走（デルマー・6ハロン）でも6馬身半差と圧倒的パフォーマンスで3連勝を遂げた。
10月17日に初のグレード競走としてアンシェントタイトルブリーダーズカップハンデキャップ（G3・サンタアニタパーク・6ハロン）に出走したが5着に敗れたが、続く11月7日のブリーダーズカップ・スプリント（G1・チャーチルダウンズ・6ハロン）では勝ち馬リレイズから2馬身差の3着と健闘した。

### 5歳時（1999年）
年初の1月3日、コナゴールドはサンタアニタパークのエルコネホハンデキャップ（L・5.5ハロン）に出走し、2馬身1/4差でこれに優勝、初のステークス競走勝ちを収めた。
しかし、この年はそれが最後の勝利となってしまった。続くパロスベルデスハンデキャップ（G2・1月30日・サンタアニタパーク・6ハロン）で2着、その次のサンカルロスハンデキャップ（G2・3月6日・サンタアニタパーク・7ハロン）でも2着、休養を挟んで10月17日に迎えたアンシェントタイトルブリーダーズカップハンデキャップ（G2）でもまた2着と惜敗が続いた。年内最後に挑んだブリーダーズカップ・スプリント（G1・11月6日・ガルフストリームパーク）ではアータックス相手に半馬身差でまたもや2着と敗れ、その年を終えた。

### 6歳時（2000年）
この年はコナゴールドにとって最良の年となった。年内初戦は1月29日のパロスベルデスハンデキャップ（G2）に挑み、2着馬ビッグジャグに2馬身差をつけて優勝、6歳にして初の重賞勝ちを収めた。続くサンカルロスハンデキャップ（G2・3月4日）こそ2着に取りこぼすが、4月8日のポトレログランデブリーダーズカップハンデキャップ（G2・サンタアニタパーク・6.5ハロン）で勝ちを手にすると、その先のビングクロスビーブリーダーズカップハンデキャップ（G2・7月29日・デルマー・6ハロン）、アンシェントタイトルブリーダーズカップハンデキャップ（G2・10月14日）と重賞3連勝を挙げた。
この年チャーチルダウンズ競馬場で行われたブリーダーズカップ・スプリント（G1・11月4日）において、コナゴールドは最終単勝オッズ2.7倍の1番人気に支持されていた。スタートが切られるとコナゴールドは先行集団につけて進み、半分を過ぎた時点で先頭を走るコーラーワンのすぐ後方に位置取っていた。最後の直線でコーラーワンを追い抜き、追い上げてきたオネストレディを半馬身差抑え込んでゴール、3度目の挑戦にして初のG1戴冠となった。勝ちタイムの1分07秒77は、チャーチルダウンズ競馬場6ハロンのトラックレコードを塗り替えるものでもあった。
これらの成績により、翌年1月30日のエクリプス賞選考において、コナゴールドは2000年の最優秀短距離馬として選出された。

### 7歳以降（2001-2003年）
コナゴールドは9歳まで競走生活を送った。7歳時（2001年）は初戦のサンカルロスハンデキャップ（G1・3月4日）でトップハンデの125ポンドを背負いながらも優勝した。さらにポトレログランデブリーダーズカップハンデキャップ（G2・4月1日）とビングクロスビーブリーダーズカップハンデキャップ（G2・7月22日）をそれぞれ連覇して連勝記録を7に伸ばした。しかし同年調子がよかったのはここまでで、続くアンシェントタイトルブリーダーズカップハンデキャップ（G2・10月6日）はスウェプトオーヴァーボード相手に2着に取りこぼすと、本番のブリーダーズカップ・スプリント（G1・10月27日・ベルモントパーク）では7着と大敗、年内最終戦のフランク・J・ドフランシス記念ダッシュステークスでも4着に終わっている。
2002年は3戦1勝。この年もブリーダーズカップ・スプリントに出走（4着）しており、ブリーダーズカップシリーズで同一競走に5年連続で出走したのはコナゴールドが初となった。2003年は4戦1勝で、この年7月に競走生活からの引退を発表した。

### 引退後
引退後のコナゴールドはカリフォルニア州のヘッドリーの牧場に繋養され、ヘッドリーの日頃の乗用馬などを務めていた。その後2007年、以前より引き取りの申し出があったケンタッキーホースパークにある「レジデント・オブ・ザ・ホール・オブ・チャンピオン」に移り住み、余生を過ごした。2009年9月25日、コナゴールドはパドックで右前肢を骨折、このため安楽死の処置がとられた。
コナゴールドが2回制したポトレログランデハンデキャップは、後年その功績を称えて2014年より「コナゴールドハンデキャップ」に改名されている。

## 血統表
| コナゴールドの血統                   | コナゴールドの血統                         | コナゴールドの血統                      | （血統表の出典）                        | （血統表の出典） |
| 父 Java Gold 鹿毛 1984 アメリカ      | 父の父Key to the Mint 鹿毛 1969 アメリカ   | Graustark                               | Ribot                                   | Ribot            |
| 父 Java Gold 鹿毛 1984 アメリカ      | 父の父Key to the Mint 鹿毛 1969 アメリカ   | Graustark                               | Flower Bowl                             |                  |
| 父 Java Gold 鹿毛 1984 アメリカ      | 父の父Key to the Mint 鹿毛 1969 アメリカ   | Key Bridge                              | Princequillo                            | Princequillo     |
| 父 Java Gold 鹿毛 1984 アメリカ      | 父の父Key to the Mint 鹿毛 1969 アメリカ   | Key Bridge                              | Blue Banner                             |                  |
| 父 Java Gold 鹿毛 1984 アメリカ      | 父の母Javamine 鹿毛 1973 アメリカ          | Nijinsky II                             | Northern Dancer                         | Northern Dancer  |
| 父 Java Gold 鹿毛 1984 アメリカ      | 父の母Javamine 鹿毛 1973 アメリカ          | Nijinsky II                             | Flaming Page                            |                  |
| 父 Java Gold 鹿毛 1984 アメリカ      | 父の母Javamine 鹿毛 1973 アメリカ          | Dusky Evening                           | Tim Tam                                 | Tim Tam          |
| 父 Java Gold 鹿毛 1984 アメリカ      | 父の母Javamine 鹿毛 1973 アメリカ          | Dusky Evening                           | Home by Dark                            |                  |
| 母 Double Sunrise 鹿毛 1988 アメリカ | 母の父Slew o' Gold 鹿毛 1980 アメリカ      | Seattle Slew                            | Bold Reasoning                          | Bold Reasoning   |
| 母 Double Sunrise 鹿毛 1988 アメリカ | 母の父Slew o' Gold 鹿毛 1980 アメリカ      | Seattle Slew                            | My Charmer                              |                  |
| 母 Double Sunrise 鹿毛 1988 アメリカ | 母の父Slew o' Gold 鹿毛 1980 アメリカ      | Alluvial                                | Buckpasser                              | Buckpasser       |
| 母 Double Sunrise 鹿毛 1988 アメリカ | 母の父Slew o' Gold 鹿毛 1980 アメリカ      | Alluvial                                | Bayou                                   |                  |
| 母 Double Sunrise 鹿毛 1988 アメリカ | 母の母How High the Moon 鹿毛 1983 アメリカ | Majestic Light                          | Majestic Prince                         | Majestic Prince  |
| 母 Double Sunrise 鹿毛 1988 アメリカ | 母の母How High the Moon 鹿毛 1983 アメリカ | Majestic Light                          | Irradiate                               |                  |
| 母 Double Sunrise 鹿毛 1988 アメリカ | 母の母How High the Moon 鹿毛 1983 アメリカ | Clear Ceiling                           | Bold Ruler                              | Bold Ruler       |
| 母 Double Sunrise 鹿毛 1988 アメリカ | 母の母How High the Moon 鹿毛 1983 アメリカ | Clear Ceiling                           | Grey Flight                             |                  |
| 母系(F-No.)                          | グレイフライト牝系(FN:5-f)                 | グレイフライト牝系(FN:5-f)              | グレイフライト牝系(FN:5-f)              | [ § 2 ]          |
| 5代内の近親交配                      | Ribot 4x5, Tom Fool 5x5, Hill Prince5x5    | Ribot 4x5, Tom Fool 5x5, Hill Prince5x5 | Ribot 4x5, Tom Fool 5x5, Hill Prince5x5 | [ § 3 ]          |
| 出典                                 | 1. 2. 3.                                   | 1. 2. 3.                                | 1. 2. 3.                                | 1. 2. 3.         |

- 半妹Kona Katの孫にダンツエラン（ファンタジーステークス）。